# Pfeifenreiniger

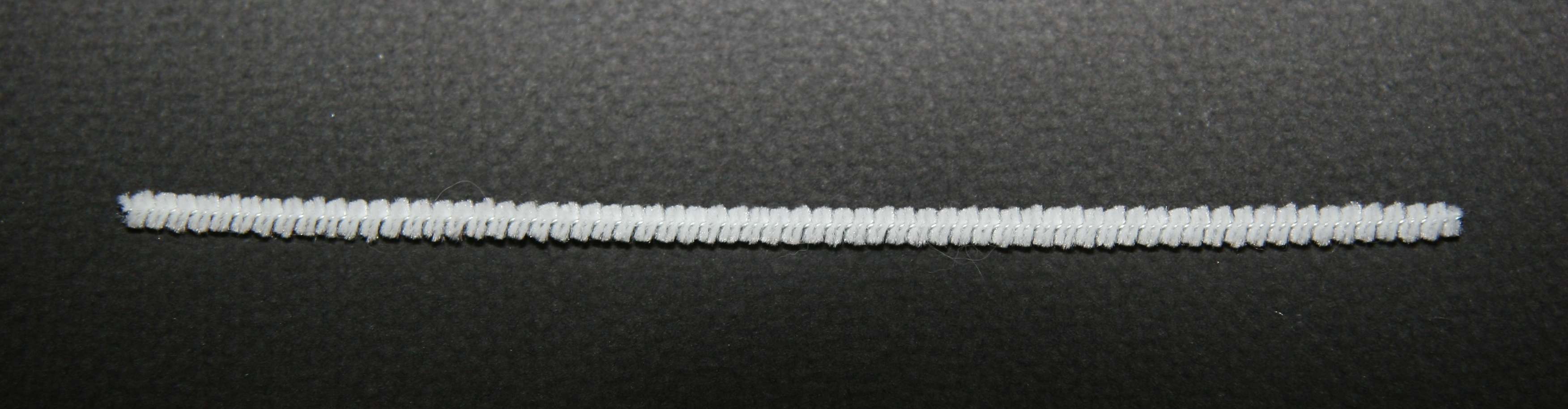
Ein einfacher weißer Pfeifenreiniger

Ein Pfeifenreiniger ist ein Bürstentyp, der ursprünglich dazu gedacht ist, Feuchtigkeit und Rückstände aus Tabakpfeifen zu entfernen. Neben der Reinigung von Pfeifen können für viele andere Anwendungen wie der Reinigung von kleinen Bohrungen oder engen Stellen genutzt werden. So werden auch speziell für die Reinigung von medizinischen Geräten und für technische Anwendungen gedachte Pfeifenreiniger hergestellt.
Neben dieser eigentlichen Anwendung werden sie in diversen Alltagssituationen genutzt, beispielsweise werden sie um Flaschenhälse gewickelt, um nach dem Gießen den herunterlaufenden Tropfen aufzufangen, sie können zum Bündeln von Dingen, zur Farbcodierung und zum Auftragen von Farben, Ölen, Lösungsmitteln, Fetten und ähnlichen Substanzen verwendet werden. Zudem sind sie beliebte Bastelutensilien.

## Aufbau
Ein Pfeifenreiniger besteht aus zwei miteinander verdrillten Drähten, die Kern genannt werden. Zwischen ihnen sind kurze Fasern, die sogenannten Haufen, eingeschlossen. Als Fasern für Tabakpfeifenreiniger werden normalerweise aufsaugende Materialien wie Baumwolle oder manchmal auch Viskose genutzt. Borsten aus steiferem Material wie einzelfilamentem Nylon oder Polypropylen werden manchmal hinzugefügt, um die Reinigungswirkung und die Schmutzentfernung zu verbessern. In einigen technischen Pfeifenreinigern wird mikrofilamentes Polyester verwendet, weil es Flüssigkeiten ableitet und nicht wie Baumwolle absorbiert.
Neben den üblichen Tabakpfeifenreinigern mit gleich langen Borsten gibt es auch konisch oder konisch zulaufende Formen, so dass ein Ende dick und ein Ende dünn ist. Das dünne Ende dient dabei zur Reinigung der kleinen Bohrung des Pfeifenstiels und das dicke Ende für den Pfeifenkopf bzw. den breiteren Teil des Stiels.
Raucherpfeifenreiniger sind in der Regel 15–17 cm lang. Handgefertigte Pfeifenreiniger sind oft 30 cm lang und können bis zu 50 cm lang sein. Der Durchmesser beträgt meist zwischen 4–6 mm und 15 mm. Jumbo-Pfeifenreiniger mit einer Länge von ca. 45 cm können hingegen auch einen Durchmesser von 30 mm aufweisen.
Pfeifenreiniger werden normalerweise nach ein oder zwei Reinigungsdurchgängen weggeworfen.

## Herstellung
Die Herstellung erfolgt gewöhnlich paarweise, da die inneren Drähte jedes Pfeifenreinigers mit den Fasern umwickelt sind, während die äußeren Drähte die Faserumwicklungen einschließen, die dann geschnitten werden, wodurch die abstehenden Büschel entstehen. Chenillegarn wird auf ähnliche Weise hergestellt, weshalb kunsthandwerkliche Pfeifenreiniger oft als „Chenillestiele“ bezeichnet werden. Einige Pfeifenreinigungsmaschinen sind eigentlich umgebaute Chenille-Maschinen.
Einige Pfeifenreinigungsmaschinen produzieren sehr lange Pfeifenreiniger, die in der Regel auf Spulen gewickelt werden. Diese können je nach Verwendungszweck im Ist-Zustand verkauft oder auf Länge geschnitten werden. Andere Maschinen schneiden die Pfeifenreiniger bereits selbst auf Länge.

## Kunsthandwerk

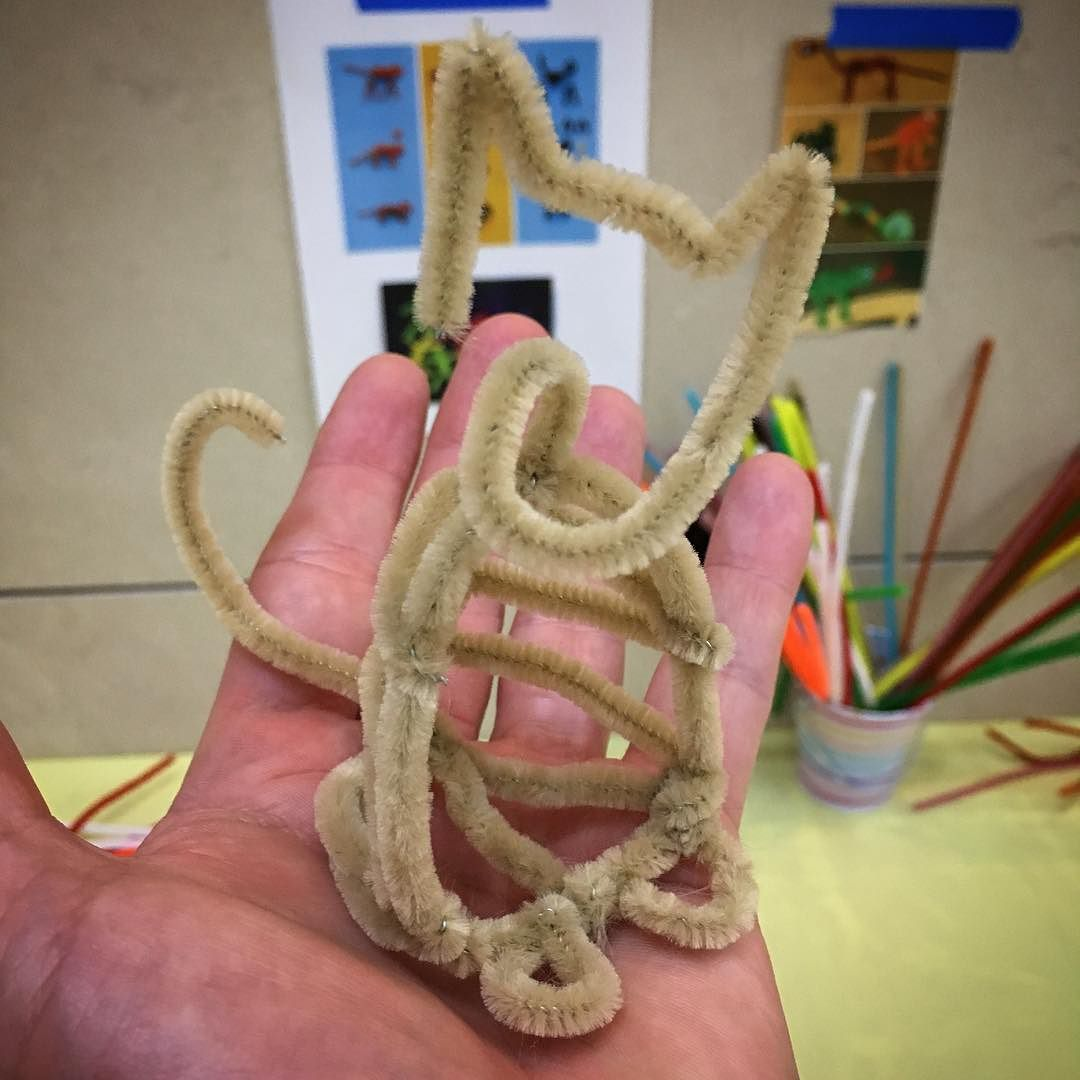
Modell einer Katze aus Pfeifenreinigern

Pfeifenreiniger werden auch in kunsthandwerklichen Arbeiten verwendet. Die hierfür verwendeten Pfeifenreiniger bestehen üblicherweise aus Polyester oder Nylon und sind oft länger und dicker als die zur Reinigung genutzten Pfeifenreiniger. Zudem sind sie in vielen unterschiedlichen Farben erhältlich. Da Polyester keine Flüssigkeiten absorbiert, eignen sich diese besonderen Pfeifenreiniger nicht für Reinigungszwecke. Die dickeren Varianten passen zudem in die Bohrungen eines normalen Pfeifenstiels usw.
In Japan ist das Basteln mit Pfeifenreiniger auch als Mogol art (engl.) bekannt. Der Name entstammt dem portugiesischen Wort „mughal“ für eine bestimmte Art zu weben. So ist beispielsweise Ikuyo Fujita (藤田育代 Fujita Ikuyo) eine japanische Künstlerin, die sich hauptsächlich mit Nadelfilzmalerei und dieser Kunstform beschäftigt.
Typische Formate für Kunst aus Pfeifenreinigern sind Tierskulpturen, die durch Zusammendrehen von Pfeifenreinigern hergestellt werden. Sie können auch für die Herstellung von Schnurrhaaren einer Tiermaske genutzt werden.